# 群盲象を評す

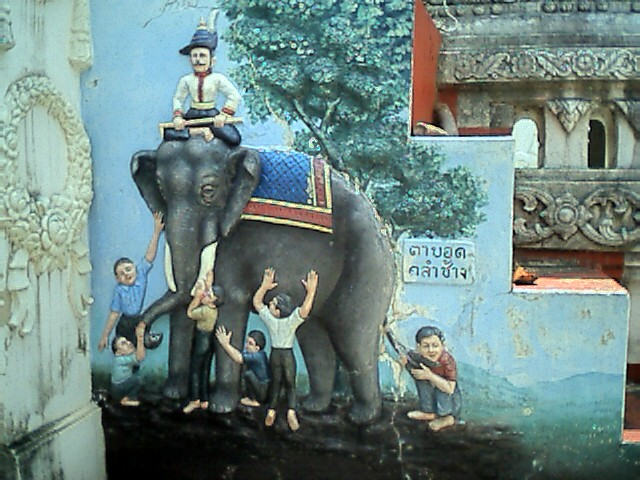
この寓話を元に彫られた壁絵。タイ北東部。

群盲象を評す（ぐんもうぞうをひょうす、群盲評象）は、数人の盲人が象の一部だけを触って感想を語り合う、というインド発祥の寓話。世界に広く広まっている。しかしながら、歴史を経て原義から派生したその通俗的な俚言としての意味は国あるいは地域ごとで異なっている。真実の多面性や誤謬に対する教訓となっているものが多い。盲人が象を語る、群盲象をなでる（群盲撫象）、群盲象を撫づなど、別の呼び名も多い。
その経緯ゆえに、『木を見て森を見ず』 と同様の意味で用いられることがある。 また、『物事や人物の一部、ないしは一面だけを理解して、すべて理解したと錯覚してしまう』 ことの、例えとしても用いられる。
さまざまな思想を背景にして改作されており、ジャイナ教、仏教、イスラム教、ヒンドゥー教などで教訓として使われている。ヨーロッパにも伝わっており、19世紀にはアメリカの詩人ジョン・ゴッドフリー・サックスがこれを主題にした詩を作っている。

## あらすじ
この話には数人の盲人（または暗闇の中の男達）が登場する。盲人達は、それぞれゾウの鼻や牙など別々の一部分だけを触り、その感想について語り合う。しかし触った部位により感想が異なり、それぞれが自分が正しいと主張して対立が深まる。しかし何らかの理由でそれが同じ物の別の部分であると気づき、対立が解消する、というもの。

## ジャイナ教
ジャイナ教の伝承では、6人の盲人が、ゾウに触れることで、それが何だと思うか問われる形になっている。足を触った盲人は「柱のようです」と答えた。尾を触った盲人は「綱のようです」と答えた。鼻を触った盲人は「木の枝のようです」と答えた。耳を触った盲人は「扇のようです」と答えた。腹を触った盲人は「壁のようです」と答えた。牙を触った盲人は「パイプのようです」と答えた。それを聞いた王は答えた。「あなた方は皆、正しい。あなた方の話が食い違っているのは、あなた方がゾウの異なる部分を触っているからです。ゾウは、あなた方の言う特徴を、全て備えているのです」と。
この話の教訓は、同じ真実でも表現が異なる場合もあることであり、異なる信念を持つ者たちが互いを尊重して共存するための原則を示している。7人の盲人とされる場合もある。これはジャイナ教の相対主義の考えに基づく説話である。

## 仏教

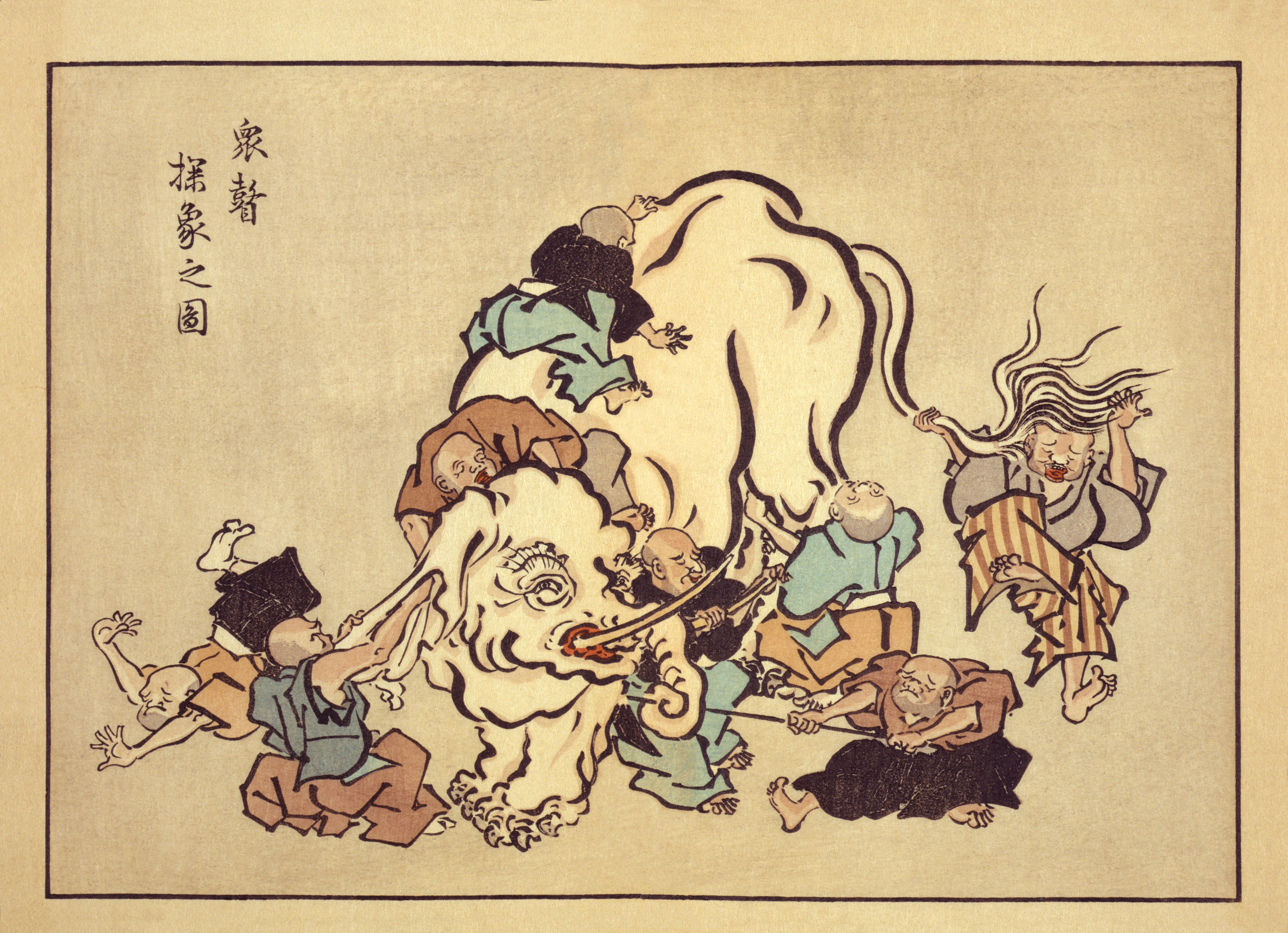
日本の浮世絵師、英一蝶 (1652 – 1724) による『衆瞽象を撫ず』図

仏典には教養の無い者、とりわけ仏教の教えを信じない者を群盲（盲人の集団）に例える記述が数多くある。群盲評象の話も数か所に掲載されている。
パーリ仏典自説経では、釈迦はさまざまな邪見に基づいて論争する沙門バラモンをとりあげて、彼らを群盲評象にたとえ、一部だけを見て、その一部分に執着して論争していると説いている。
長阿含経では鏡面王という人物が10人の盲人を集め、それぞれが鼻を曲がった轅、牙を杵、耳を箕、頭を鼎、背を丘阜、腹を壁、後ろ足を樹、膊（膝）を柱、跡（前足）を臼、尾を緪（綱）に例える話になっている。大樓炭経も尾のたとえが蛇になっている他は長阿含経とほぼ同じである。
起世経でも鏡面王が主催だが、鼻を繩、牙を橛、耳を箕、頭を甕、項を屋栿、背を屋脊、脇を簟、髀を樹、脚を臼、尾を帚と例える物が少し変わっている。
大般涅槃経では、衆盲各手以手触…衆盲不説象体亦非不説（衆盲各おの手を以て触る…衆盲象体を説かず亦（ま）た説かずとも非ず）などとの表現で、象が仏性の比喩として述べられている。仏性は、仏以外の無明の衆生はもちろん十住の菩薩でさえも十分完全には知りえない仏教の究極の真理すなわち勝義である。しかしながら、まったくの断善根であっても仏に成れる可能性があるとも説く。
華厳経では、牙を根、耳を箕、頭を石、鼻を杵、足を臼、背を床、腹を甕、尾を蛇となっている。いずれの教えでも、世の真理を知るには仏教の教えが必要だと結論している。
13世紀に成立した『五灯会元』にも「盲摸象」の語が数回登場する。
19世紀の初めに出版された『北斎漫画』第8冊の中にも、この話を元にした絵が掲載されている。

## イスラム教
今日のアフガニスタンのガズニーに住む12世紀のペルシア人のスーフィズム詩人、ハキーム・サナイは、その著書『壁に囲まれた真理の園』の中で、この話を紹介している。
13世紀、ペルシア人の詩人でスーフィズム教師のジャラール・ウッディーン・ルーミーは、その著書『精神的マスナヴィー』の中でこの話を詩にしている。ルーミーはサナイの影響を強く受けており、この詩のヒントもサナイの詩集から得ているが、話を「暗闇の中のゾウ」と少し変化させている。この詩は、あるヒンドゥー教徒が暗闇にゾウを連れてきたことで始まっている。数人の男が暗闇の中でゾウに触れて感想を述べ、鼻を水道管、耳を扇、足を柱、背を玉座のようだと感想を述べた。ルーミーはこの詩を「視野の狭い者は、手の感触で物を知ろうとしているに等しい。手の感触では物事の全体は分からない。各々がロウソクを持っていれば、認識の違いは無くなるのに」と結んでいる。

## ジョン・ゴッドフリー・サックス

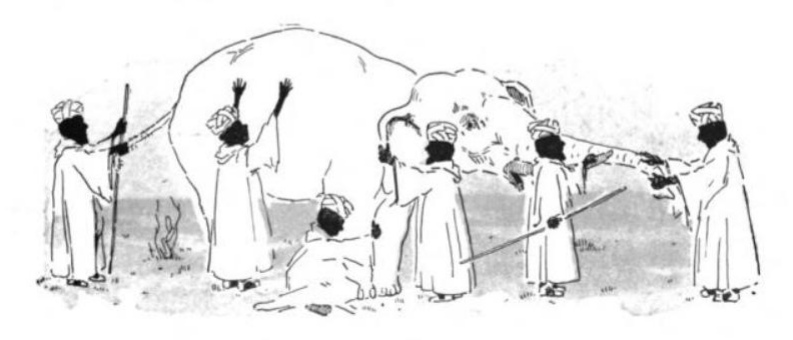
1909年出版の書籍「Golden treasury readers」に描かれた挿絵

欧米では、19世紀のアメリカの詩人ジョン・ゴッドフリー・サックスが1872年に発表した詩 "The Blind Men and the Elephant" によりこの話が有名になった。
インドで6人の盲目の男が、ゾウに会いたいと出かけて行った。彼らはそれぞれが異なる部位を触った上で、象が壁、蛇、樹、扇、ロープのようであると主張し、意見が対立した。サックスは言う。神学論争はこれに似ている。彼らは別の人の意見を理解することができていないと。
20世紀のハンガリー生まれのイラストレーターポール・ガルドンは、1963年に出版されたこの本にイラストを描いている。
中国生まれのイラストレーターエド・ヤングは、1992年にサックスの話を改作した絵本『Seven Blind Mice』を描いている。

## 国または地域ごとの諺としての意味

### 日本
日本では、凡人が大人物、大事業を理解し難い有り様の直喩、として使われる用語である。

## 近年の引用
19世紀のインドの宗教家ラーマクリシュナは、1883年他宗に不寛容な人々を諭すため、この寓話を引用している。
デヴィッド・ボーム（David Bohm）は1951年に出版した『量子論』の中で、粒子と波動の二重性を説明するのにこの話を引いている。
20世紀のインドのスーフィズム研究家イドリース・シャーは、1970年の著書『The Dermis Probe』の中に、微小な視野からだんだんと広げていき、最後にようやくゾウの全身が見える様子の話を載せており、この話はリチャード・ウィリアムスによって4分間のアニメーションにもされている。この話は「群盲象を評す」をヒントに作られたものである。
アメリカの作家ニール・スティーヴンスンは、2008年に発表した長編小説『Anathem』の中で、この話を引いている。
HIVの研究家ミハエル・レーダーマンは、2008年の論文の中で、多クローン性B細胞反応におけるB細胞の振る舞いがこの話に似ていると述べている。
ミシガン大学の研究者、アーロン・エルキス、ドゥラゴミール・ラデフらは、2008年の論文の中で、論文の引用は引用先の一面のみを捉えているために偏りがあり、引用文の集合を要約してもなお引用元論文の概要文とは差異があることを示している。
2010年、製薬会社のバイエルは、目隠しをした女性がサイを触って正体を言い当てる、という趣旨のテレビコマーシャルの中で、避妊製品を部分的な情報で選ばないよう宣伝している。

## 絵画・挿絵

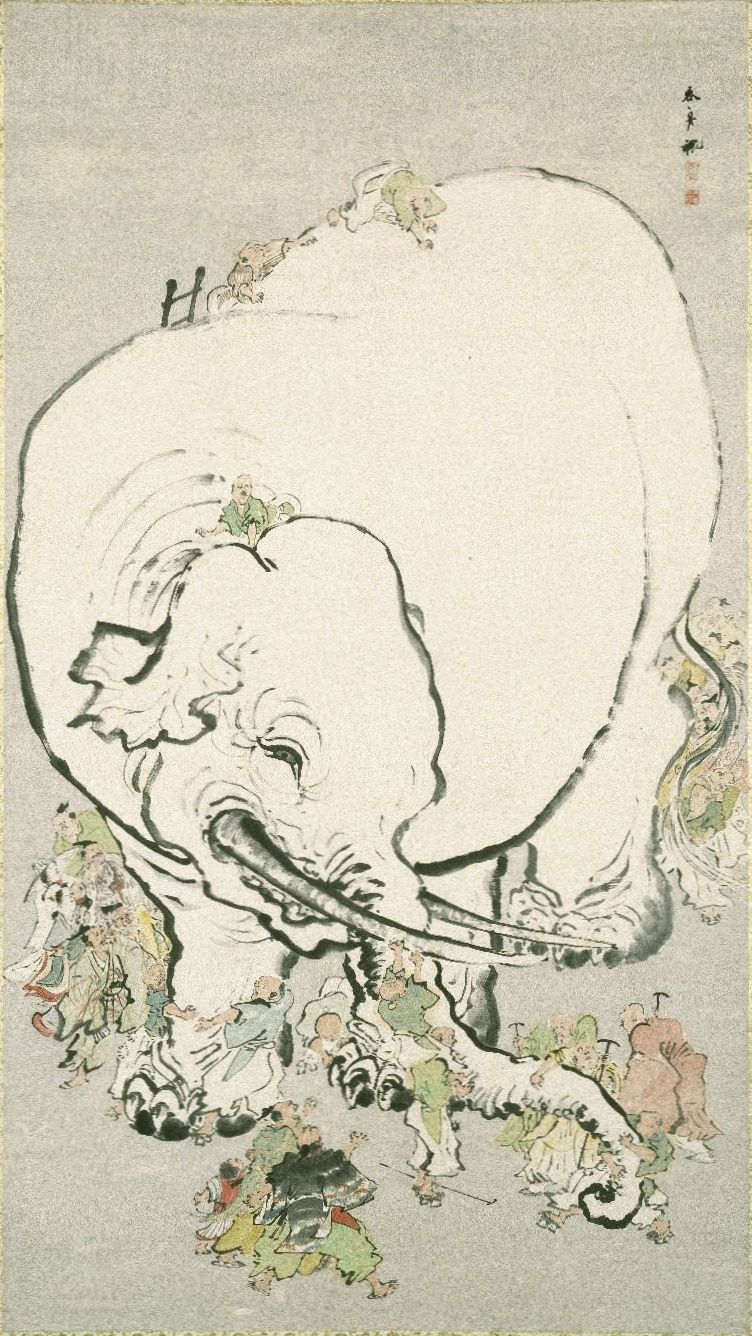
大原呑舟の絵画（19世紀）
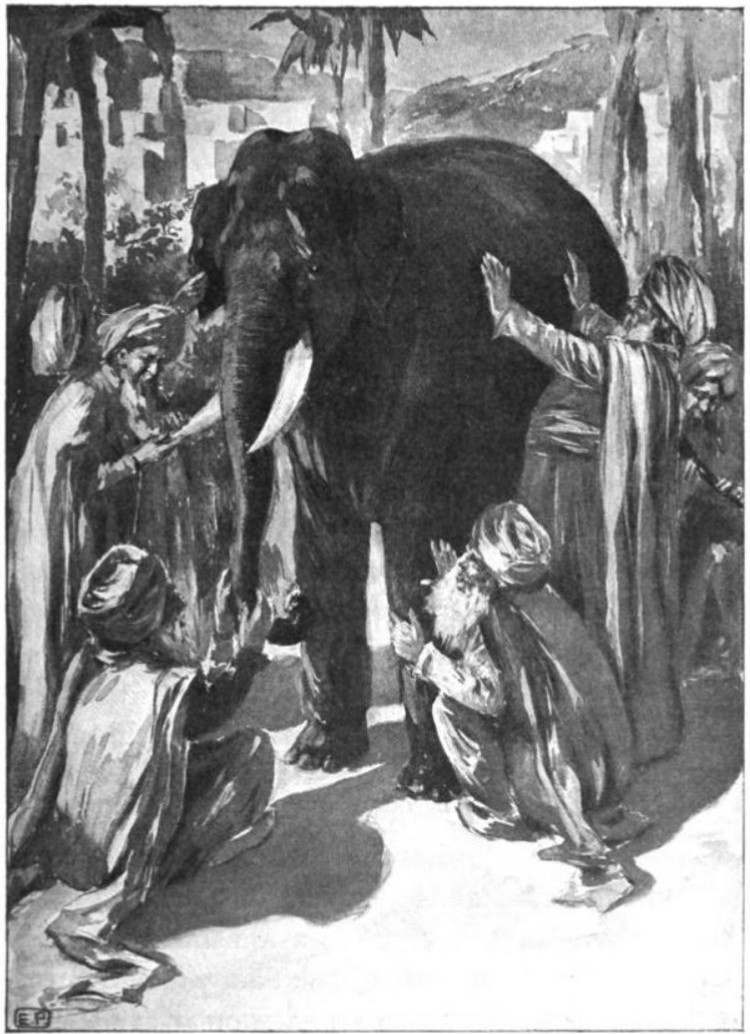
The Heath readers by grades（1907）
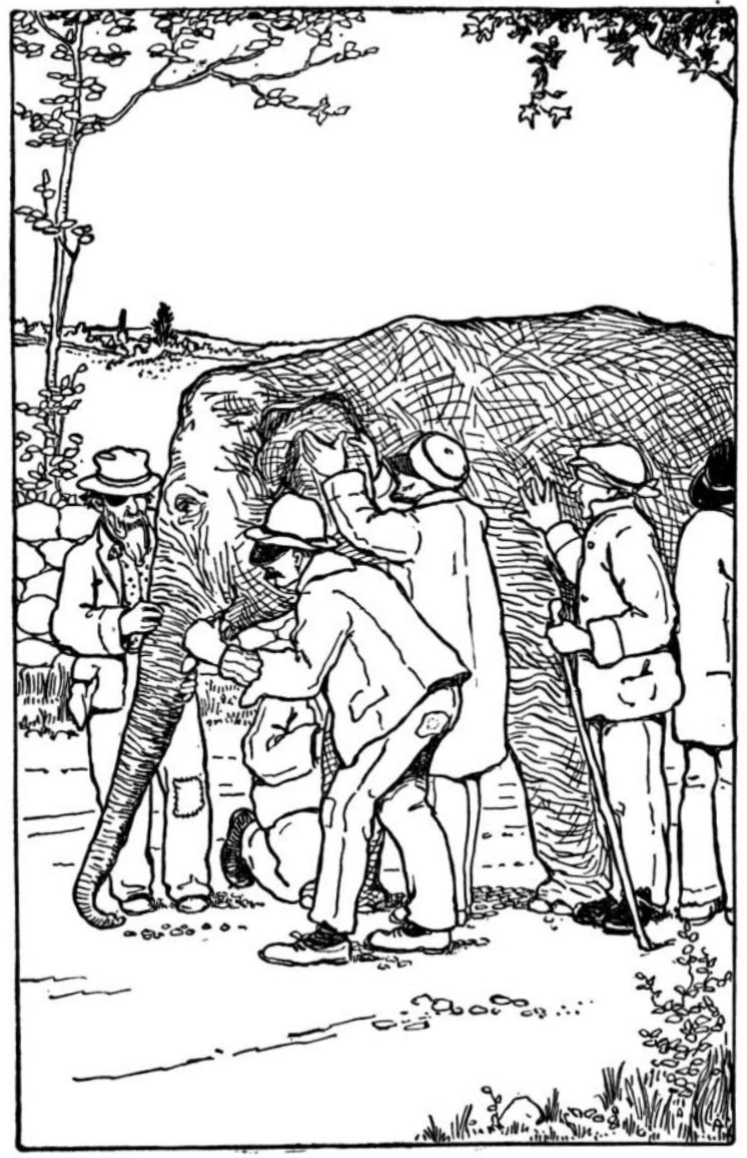
Children's Classics in Dramatic Form（1909）
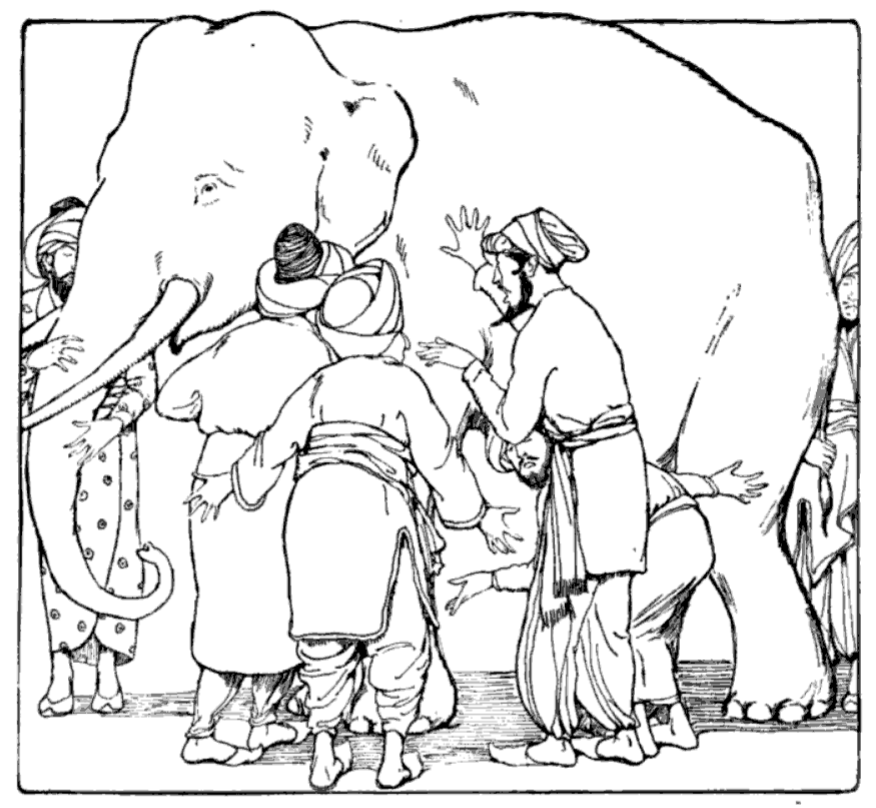
Holton-Curry readers（1914）
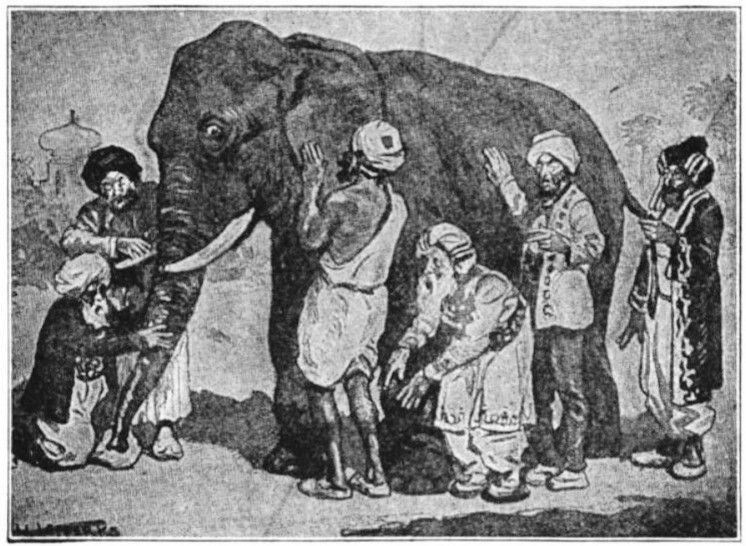
World Stories for Children（1916）
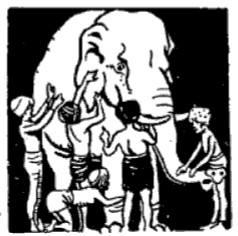
Printers' Ink（1919）